# Thysanopyga conigera
Thysanopyga conigera är en fjärilsart som beskrevs av Butler 1882. Thysanopyga conigera ingår i släktet Thysanopyga och familjen mätare. Inga underarter finns listade i Catalogue of Life.